# Erich von Drygalski
Erich Dagobert von Drygalski, (Königsberg 9. veljače 1865. – München, 10. siječnja 1949.), bio je njemački geograf i istraživač.
Studirao je geografiju, matematiku i prirodne znanosti a u periodu između 1888. i 1891. radio je kao asistent na geodetskom institutu kao i pri središnjem birou za međunarodno mjerenje Zemlje u Berlinu. 
Poslije nekoliko putovanja diljem Europe predvodio je 1891. i 1892. – 93., dvije ekspedicije na grenlandsku zapadnu obalu.
1899. postaje profesor geografije i geofizike u Berlinu.
Između 1901. i 1903., predvodio je njemačku ekspediciju na Južni pol s brodom "Gauss". Postaje profesor geografije 1906., na sveučilištu u Münchenu.

## Znanstveni radovi
- Grönlandexpedition der Gesellschaft für Erdkunde zu Berlin 1891-93
- Die Südpolarforschung und die Probleme des Eises
- Die deutsche Südpolarexpedition auf dem Schiff Gauss unter Leitung von E. von Drygalski
- Allgemeiner Bericht über den Verlauf der deutschen Südpolarexpedition